# Mercado de la Abundancia

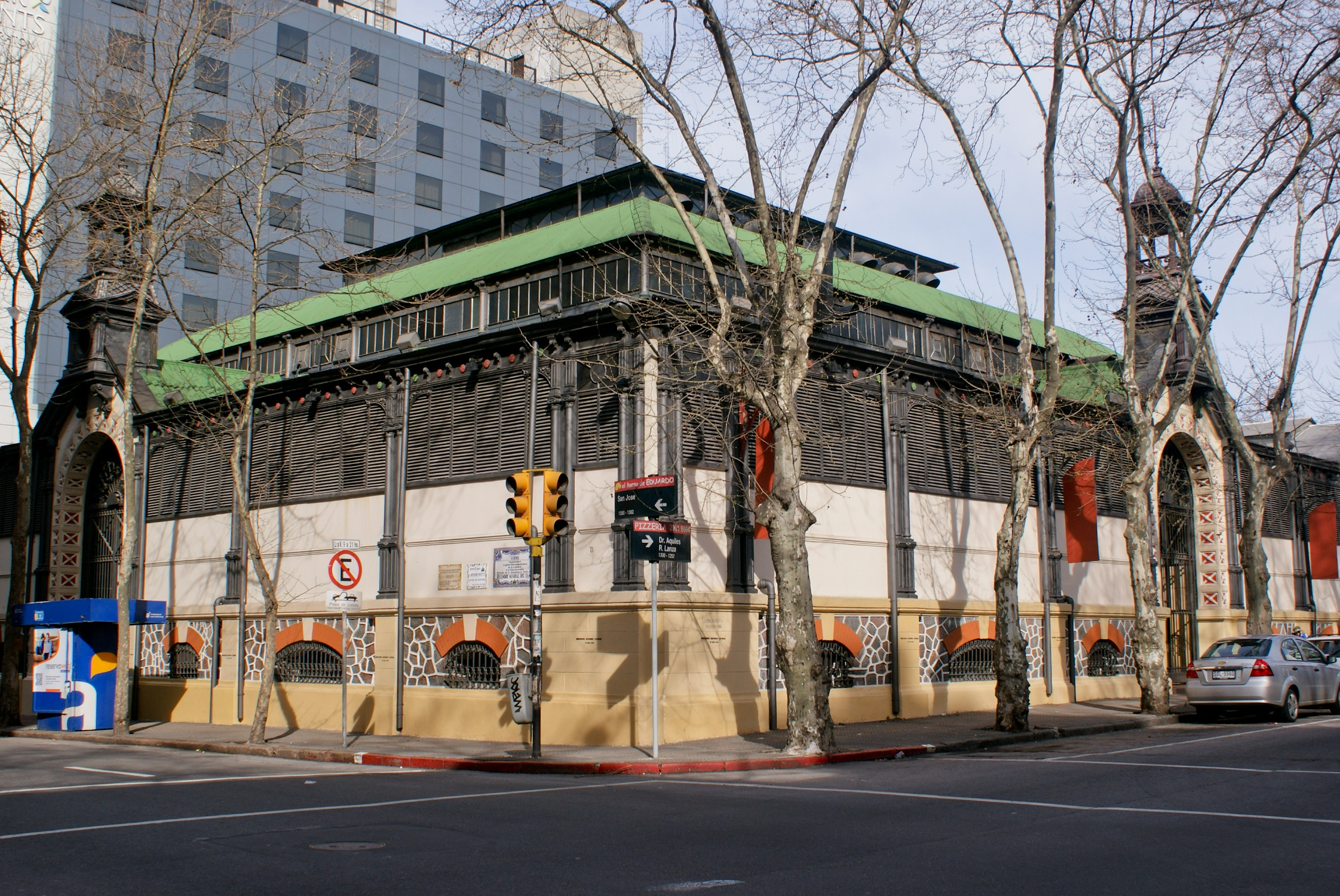
Mercado de la Abundancia

Der Mercado de la Abundancia ist ein Bauwerk in der uruguayischen Landeshauptstadt Montevideo.
Die zwischen 1904 und 1909 errichtete ehemalige Markthalle befindet sich an der Calle Yaguarón 1312, Ecke San José im Barrio Centro. Am Standort der Markthalle, für deren Bau Ingenieur Leopoldo Peluffo verantwortlich zeichnete, wurde ab 1859 ein Markt außerhalb der alten Stadtmauern der Ciudad Vieja abgehalten. In der Altstadt existierte bereits seit 1836 der erste Markt Montevideos. Später kamen der Mercado Central (1865) und der Mercado del Puerto (1868) hinzu. 1976 wurde der Mercado de la Abundancia als Monumento Histórico Nacional klassifiziert. In den 1990er Jahren fanden an dem Gebäude des Mercado de la Abundancia Renovierungsarbeiten statt. Seit 1996 findet sich hier der Mercado de los Artesanos. Heutzutage sind dort mehrere Restaurants beherbergt und es wird Kunsthandwerk angeboten. Die als Eisenkonstruktion konzipierte Markthalle, über deren eisernem Eingangsportal an der Calle San José sich eine Kuppel befindet, ist dem Stil des Eklektizismus zuzuordnen.